# Robert Motherwell
Robert Burns Motherwell (Aberdeen, Washington, 24 januari 1915 - Provincetown, Massachusetts, 16 juli 1991) was een Amerikaanse, 20e-eeuwse kunstschilder en een van de bekendste vertegenwoordigers van het abstract expressionisme.

## Biografie
Robert Motherwell werd geboren als zoon van Robert Burns Motherwell II en Margaret Hogan Motherwell. Hij studeerde filosofie aan de Stanford-universiteit in Californië, waar hij in 1937 zijn Bachelor of Arts-graad behaalde, en vervolgde zijn studie aan de Harvard-universiteit. Het waren de hoogtijdagen van de analytische filosofie van o.a. Ludwig Wittgenstein en Bertrand Russell, en Motherwell noemde dat een van de redenen dat hij ook in zijn vroege werk nooit figuratief heeft gewerkt. Hij voelde zich door zijn vertrouwdheid met de logische analyse als "een vis in het water" bij abstracties en het denken in abstracte structuren.
Zijn eerste, kleine solotentoonstelling had Motherwell toen hij in 1939 in Europa verbleef, in de Raymond Duncan Gallery in Parijs. Bij terugkomst in Amerika ging hij kunstgeschiedenis studeren op de Columbia-universiteit bij Meyer Shapiro, die hem aanraadde zijn wetenschappelijke carrière in te ruilen voor zijn ware passie: een bestaan als actief kunstenaar. Hij introduceerde Motherwell bij Parijse surrealisten. In 1941 maakte hij een reis naar Mexico met Roberto Matta, gaf zijn studie op en verhuisde naar Greenwich Village. Hij begon o.i.v. het surrealisme te werken met 'automatisch' tekenen en het maken van collages die hij soms gebruikte als basis voor schilderijen. In 1942 nam Motherwell deel aan de internationale First Papers of Surrealism-tentoonstelling in de Whitelaw Raid Mansion, New York. 
In 1941 leerde Motherwell William Baziotes kennen, die hem introduceerde bij Jackson Pollock. In 1944 werd hij door Peggy Guggenheim gevraagd te exposeren in haar Art of This Century Gallery. In 1947 ontwierp Pierre Chareau een atelier voor hem. In 1948 werkte Motherwell samen met Baziotes, Barnett Newman en Mark Rothko op een, door Baziotes gestichte maar door Clyfford Still geïnitieerde school op Eight Street met de naam "The Subjects of the Artist".
In deze tijd ontwikkelde Motherwell zich tot de belangrijkste 'woordvoerder' van de New Yorkse avant-garde. Hij gaf lezingen over moderne kunst, en voerde de redactie van de door hem in de jaren veertig gestarte reeks Documents of Modern Art. In 1951 verscheen het onder zijn redactie geschreven The Dada Painters and Poetry: An Anthology. Hij was ook betrokken bij het surrealistische tijdschrift VVV.

## Werk
In 1948 begon Robert Motherwell zijn meest bekende serie Elegies to the Spanish Republic die uit ruim 200 werken bestaat. Het historische thema, ontleend aan een gedicht van Federico Garcia Lorca, is op persoonlijke wijze vormgegeven in een abstracte stijl, en schilderij na schilderij herhaald. In 1967 startte Motherwell de Open-serie, geïnspireerd door het leunen van een klein tegen een groter doek. De werken bevatten kleurvelden begrensd door vage houtskoollijnen, en suggereren vaak de aanwezigheid van een deur of een raam. Veel van zijn werk is in Europa en Amerika in drukvorm in een beperkte oplage verspreid. Zijn werk is zowel expressief als ingetogen en sober, en vaak symbolistisch van aard. Motherwell: "I think modern art is the Symbolist movement".
Het Modern Art Museum of Fort Worth bezit een grote collectie van Motherwells werk.